# Live Together, Die Alone
"Vivir juntos, morir solos" (título original en inglés: "Live Together, Die Alone") es el episodio vigésimo tercero de la segunda temporada de la serie Lost, de la cadena de televisión ABC. En Estados Unidos fue un capítulo de larga duración, es decir, contenía dos en uno; sin embargo, en la versión traducida al español fue dividido en dos partes. Los flashback están centrados en Desmond Hume.

## Trama

### Flashbacks
Desmond Hume (Henry Ian Cusick) es liberado de una prisión militar en 2001 con una baja deshonrosa desde el Ejército Británico, por razones desconocidas. Le devuelven sus pertenencias, entre ellas el único libro de Charles Dickens que nunca leyó, lo cual planea hacer antes de morir. Al salir, se encuentra con Charles Widmore (Alan Dale), quien le revela que impidió la comunicación entre su hija Penelope (Sonya Walger) y Desmond mientras estaba en prisión, interceptando todas sus cartas, y le advierte enérgicamente a Desmond que no intente retomar la relación. Desmond, con ganas de demostrar que no es un cobarde, viaja a Estados Unidos desde Reino Unido para entrenarse para una carrera de regatas alrededor del mundo, patrocinada por Widmore. Conoce a Libby (Cynthia Watros) en un café, y después de una conversación profunda, Libby le da a Desmond un yate propiedad de su difunto esposo. 
Mientras Desmond está entrenando, Penny lo localiza mientras él se preparaba para hacer un tour de stade, y lo interroga con enojo. Mientras, hay un momento en el fondo en el que se ve a Jack (Matthew Fox) llegando al estadio para correr. Desmond le dice que está decidido a ganar la carrera de Widmore y le promete que regresará. Sin embargo, mientras navega, Desmond queda atrapado en una fuerte tormenta y naufraga en la isla. Es rescatado por un hombre con un traje amarillo Hazmat, Kelvin Inman (Clancy Brown), quien también es el oficial de inteligencia estadounidense que libera a Sayid en uno de sus flashbacks. Kelvin lo lleva a la Estación El Cisne de la Iniciativa Dharma, y le muestra la película Orientación. Explica que fue editado por Radzinsky, su ex socio, que fingió un evento de encierro y creó un mapa invisible en las puertas blindadas con él y luego se suicidó mientras Inman dormía. Inman también explica que el incidente fue una "fuga" de energía electromagnética de un pozo profundo debajo del Cisne que se acumula, y que tiene que ser descargada presionando el botón cada 108 minutos a menos que alguien acceda a un dispositivo de seguridad y "vuele la presa". Kelvin le dice que las consecuencias de volar la presa son impredecibles, por lo que es difícil que alguien tenga las agallas para hacerlo y tomar el riesgo de morir. 
Desmond vive junto con Kelvin durante tres años antes de descubrir que Inman está planeando en secreto escapar de la isla usando el bote que Libby le regaló. Desmond sigue a Kelvin hasta unos riscos cerca de la playa, y lo confronta violentamente por mentirle, ya que siempre estuvo la posibilidad de dejar la isla. Sin embargo, tras una breve pelea, Kelvin se golpea accidentalmente la cabeza con las rocas, matándolo en el proceso. Desmond, totalmente arrepentido, de pronto recuerda el botón y corre de vuelta al Cisne. El temporizador de cuenta regresiva llega a 0, aparecen los jeroglíficos y causan una "falla del sistema". Toda la estación tiembla gravemente, pero Desmond logra anotar los números a tiempo, la estación vuelve a la normalidad y el temporizador se reinicia. Unas pocas semanas después, siendo el único hombre encargado del botón, Desmond comienza a beber licor y contempla el suicidio. Finalmente, toma el libro de Charles Dickens y descubre una carta escondida de Penny. Ella dice que esperaba que él leyera la carta en un momento de extrema necesidad, le dice que para sobrevivir necesitamos una persona que nos ame, y él la tiene. Ella dice que siempre lo esperará y que lo ama. Tras esto, un Desmond totalmente quebrado comienza a desordenar todos los libros y las cosas de la habitación. Sin embargo, antes de dispararse a sí mismo, escucha a John Locke golpeando la puerta de la escotilla y enciende una luz, recobrando la esperanza al ver a otra persona.

### En la isla
Jack, Sayid (Naveen Andrews) y Sawyer (Josh Holloway) llegan hasta el barco y se sorprenden al encontrar a Desmond en él, borracho y enajenado. Tras serenarse un poco, lo único que acierta a decir es que no hay salida a la isla, que están atrapados en ella. Al día siguiente, después de que el Sr. Eko (Adewale Akinnuoye-Agbaje) evita que Locke (Terry O'Quinn) destruya la computadora que controla el temporizador, Locke solicita la ayuda de un borracho Desmond para dejar que el temporizador se reduzca a cero. Desmond conecta las puertas blindadas para cerrarlas, encerrando a Eko fuera de la sala de ordenadores, quedando Desmond y Locke dentro. Eko, angustiado, le pide ayuda a Charlie Pace (Dominic Monaghan). Los dos intentan usar dinamita para abrir la puerta blindada, pero estas no reciben daño alguno, mientras que ambos están heridos. Mientras tanto, Desmond y Locke discuten el propósito de las estaciones y descubren que cuando Desmond provocó accidentalmente el "Fallo del sistema", la fuerza magnética empujó al Vuelo 815 de Oceanic hacia la isla, provocando así el accidente. Locke sigue dudando de que el temporizador tenga algún significado, pero Desmond le asegura que todo es real. Cuando el temporizador pasa a cero, lo que provoca otra "falla del sistema", Desmond recupera la llave a prueba de fallos que obtuvo de Inman y se arrastra por debajo de la escotilla, diciendo que "volará la presa". Con las palabras de la carta de Penny en su mente, Desmond gira la llave y se produce la implosión del bunker. De repente, todo el cielo se vuelve púrpura y se produce un zumbido que aturde a todos en la isla, incluyendo a Los Otros. En la playa, la escotilla cae desde el cielo cerca de Bernard (Sam Anderson) y Claire (Emilie de Ravin). Charlie es la única persona que regresa de la escotilla y le responde a Bernard que no puede escuchar nada y no sabe que pasó con los demás; no se revela el paradero de Desmond, Eko y Locke. En la noche, Charlie, ya un poco menos aturdido, se vuelve a conectar con Claire, y se besan mientras se sientan entre sus compañeros supervivientes del avión.
Mientras tanto, Jack, Sayid, Sawyer y Kate (Evangeline Lilly) trazan un plan junto a Michael para ir a encontrar a Walt y enfrentarse, de una vez por todas, a Los Otros, pero Sayid comienza a sospechar de las verdaderas intenciones de Michael debido al extraño comportamiento de este. Michael insiste en que Sayid no debe ir, pero Hurley (Jorge Garcia), Jack, Sawyer y Kate sí. Finalmente, los cuatro con Michael caminan por tierra hasta el campamento con armas. y municiones con ellos. Mientras tanto, Sayid, Sun (Yunjin Kim) y Jin (Daniel Dae Kim), planean usar el velero de Desmond para navegar por mar, esto último de acuerdo a lo planeado entre Sayid y Jack. Sayid planea usar humo negro como señal en el campamento descripto por Michael, diciendo que "esta vez, sabrán que vamos", una referencia a los ataques en el final de la primera temporada. Mientras tanto, Michael, Jack, Sawyer, Hurley y Kate se involucran en un tiroteo con algunos Otros que los seguían, y Sawyer mata a uno. Jack se enfrenta a Michael por llevar al grupo a una trampa, y Michael confiesa los asesinatos de Ana Lucía y Libby. Jack les revela a los demás del plan que tramó con Sayid, pero pronto se dan cuenta de que Michael los ha llevado a un lugar diferente a la playa, arruinando ese mismo plan. Allí, ven una gran pila de tubos neumáticos, lo que sugiere que los informes enviados desde la escotilla de monitoreo descubierto en el episodio "?" nunca habían sido leídos. Poco después del descubrimiento de la pila de tubos, escuchan susurros y, de repente, Hurley, Sawyer, Kate y Jack quedan incapacitados por los dardos eléctricos. Los rehenes, atados y amordazados, son llevados a un muelle, donde parece que los Otros son liderados por el falso Henry Gale (Michael Emerson). Gale mantiene su trato con Michael, devolviendo a su hijo, Walt, a él y entregándoles un viejo pesquero con instrucciones de navegar con rumbo 325° hasta que sean rescatados. Michael amenaza a Henry, diciéndole que podría decirle al mundo exterior la ubicación de la isla. Henry responde diciéndole que no importaría ya que no podrían encontrar la isla si regresaran. También le dice a Michael que si le dijera a la gente sobre la ubicación de la isla, la gente sabría lo que hizo para recuperar a su hijo. Michael acepta de mala gana, pero pregunta quiénes son Henry y su gente, a lo que este responde "Somos los buenos, Michael". Michael usa el bote para sacarlo a él y a Walt de la isla. Hurley luego es liberado y enviado de regreso a los otros sobrevivientes con un mensaje de que deben mantenerse alejados de la parte de la isla de los Otros. Hurley inicialmente se rehúsa, pero Jack asiente para que se vaya, por lo que al final Hurley decide regresar a la playa. Los Otros tapan con capuchas a los otros tres cautivos y se los llevan a una localización desconocida.

### Epílogo
La escena cambia a una estación de investigación abarrotada en algún lugar lejos de la isla, en un clima polar; dos hombres de habla portuguesa que están jugando al ajedrez son interrumpidos por una alerta en un monitor que muestra el mensaje "> / 7418880 Anomalía electromagnética detectada" (el número 7418880 es el producto de los números 4, 8, 15, 16, 23 y 42). Uno de los hombres hace una llamada telefónica frenética que despierta a Penélope en medio de la noche y le dice: "Creo que lo hemos encontrado".

## Otros capítulos
- Capítulo anterior: Tres minutos
- Capítulo siguiente: Historia de dos ciudades